# Boeing XP-4
Le Boeing XP-4 est un prototype de chasseur biplan américain des années 1920 qui est cloué de façon permanente au sol après seulement 4 heures et demie de vol de test.

## Développement
En 1926, la United States Army est très intéressée par les moteurs à turbocompresseur. Elle prévoit d'utiliser ces moteurs pour améliorer les performances de leurs moteurs d'avion et demande qu'il en soit ajouté un à leur dernier Boeing PW-9. La puissance du moteur augmente à 510 ch avec un Packard 1A-1500 (en). La machine est désignée comme étant XP-4.
L'armement du PW-9 est composé d'une mitrailleuse de calibre 12,7 mm et d'une de 7,62 mm dans le nez, complété par deux mitrailleuses de calibre 7,62 mm montées sous l'aile inférieure, assez loin à l'extérieur de l'aile pour éviter l'hélice, évitant ainsi l'ajout d'un système de synchronisation de tir.
Toutes ces modifications ajoutant du poids, l'envergure de l'aile inférieure est agrandie de 2,85 m.
L'aéronef est livré au Wright Field pour faire des tests le 27 juillet 1927, mais il devient rapidement évident que le moteur Packard n'a pas suffisamment de puissance pour compenser les 363 kg de trop, les performances sont pires que celles de ses prédécesseurs, et le projet est rapidement abandonné.

### Aéronefs comparables
- Boeing PW-9